# Pedaria minetti
Pedaria minetti är en skalbaggsart som beskrevs av Josso och Prévost 2009. Pedaria minetti ingår i släktet Pedaria och familjen bladhorningar. Inga underarter finns listade i Catalogue of Life.